# Michał Zaliwski
Michał Zaliwski herbu Junosza (zm. ok. 1580 roku) – sędzia ziemski liwski w 1578 roku, podsędek liwski w 1570 roku, podstoli liwski w 1556/1557 roku.
Poseł ziemi liwskiej na sejm warszawski 1556/1557 roku, sejm 1565 roku, sejm 1570 roku, sejm 1569 roku, zaprzysiągł i podpisał akt unii lubelskiej. Poseł województwa mazowieckiego na sejm 1572 roku i sejm konwokacyjny 1573 roku, podpisał akt konfederacji warszawskiej. Poseł ziemi liwskiej na sejm 1578 roku i sejm 1585 roku.